# Karl von Kielmansegg (Politiker)
Karl von Kielmansegg, auch Karl Freiherr von Kielmansegg (* 12. Juni 1835 in Wien; † 4. Mai 1915 auf Schloss Hainstetten (in Hainstetten, Gemeinde Viehdorf, Bezirk Amstetten)) war Großgrundbesitzer und Abgeordneter zum Österreichischen Abgeordnetenhaus. Im Jahr 1884 wurde der Familienname von Kielmansegge zu Kielmansegg amtlich richtiggestellt.

## Leben
Karl von Kielmansegg war Sohn des Landrechts-Auskultanten Franz Karl Freiherr von Kielmansegg († 1835). Er besuchte ein Gymnasium in Wien und ging von 1852 bis 1853 auf die Höhere Landwirtschaftliche Lehranstalt Ungarisch-Altenburg (Ungarn). Von 1853 bis 1854 besuchte er die Forstakademie Tharandt in Sachsen. Er wurde zunächst Offizier, 1854 Kadett, 1855 Leutnant, wurde aber schon 1857 außer Dienst gestellt. Ab 1858 war er Besitzer der Güter Hainstetten und Leutzmannsdorf im Bezirk Melk (heute Bezirk Amstetten). Von 1862 bis 1880 war er auch Obmann des landwirtschaftlichen Bezirksvereins Amstetten.
Karl von Kielmansegg war mit einer kurzen Unterbrechung (im Jahr 1883) von 1869 bis 1902 Mitglied im Niederösterreichischen Landtag (II., III., IV., V., VI. und VII. Wahlperiode). Er war mit einer kurzen Unterbrechung (im Jahr 1883) von 1871 bis 1896 Mitglied im Landesausschuss und auch Gemeinderat von Neustadtl und Viehdorf. Er war auch Ehrenbürger von Viehdorf und Amstetten.
Er starb am 4. Mai 1915 im Alter von 79 Jahren laut Sterbeeintrag an Arteriosklerose, Diabetes mellitus (Zuckerharnruhr), Coma diabeticum.
Er war römisch-katholisch und ab 1857 verheiratet mit Maria Freiin von Werner († 1905), mit der er vier Töchter und zwei Söhne hatte. Er war der Schwiegervater des fast gleichaltrigen Karl Ludwig Freiherr von Kutschera (1836–1890).

## Politische Funktionen
Karl von Kielmansegg war vom 15. September 1870 bis zum 30. Januar 1907 Abgeordneter des Abgeordnetenhauses im Reichsrat (III., IV., V., VI., VII., VIII., IX. und X. Legislaturperiode) und war dort für die Kurie Niederösterreich, Großgrundbesitz zuständig.

## Klubmitgliedschaften
Karl von Kielmansegg war ab dem 17. Januar 1872 Mitglied im Klub der Verfassungspartei, ab 1873 im Klub des Zentrums, ab 1879 im Klub der Liberalen, ab dem 19. November 1881 bei den Vereinigten Linken, ab 1885 beim Deutschösterreichischen Klub, ab dem 6. November 1888 bei den Vereinigten Deutschen Linken, ab 1897 bei der Vereinigung von Großgrundbesitzern, ab 1898 bei der Vereinigung von verfassungstreuen Großgrundbesitzern und ab 1901 bei der Vereinigung der verfassungstreuen Großgrundbesitzer.